# منتخب الولايات المتحدة للكرة اللينة للناشئات
منتخب الولايات المتحدة للكرة اللينة للناشئات (بالإنجليزية: United States women's junior national softball team)‏ هو ممثل الولايات المتحدة الرسمي في المنافسات الدولية في الكرة اللينة للناشئات .